# Sommerschafweide auf Stallbuch
Die Sommerschafweide auf Stallbuch ist ein vom Landratsamt Münsingen am 31. Mai 1955 durch Verordnung ausgewiesenes Landschaftsschutzgebiet auf dem Gebiet der Stadt Hayingen.

## Lage
Das 3,4 Hektar große Landschaftsschutzgebiet liegt etwa 1.750 m westlich des Hayinger Stadtteils Ehestetten. Es gehört zum Naturraum Mittlere Kuppenalb. Das Gebiet ist Teil der Entwicklungszone des Biosphärengebiets Schwäbische Alb.
Geologisch stehen Formationen des Unteren Massenkalks des Oberjura.

## Landschaftscharakter
Das Gebiet umfasst einige teils durch Sukzession, teils durch Aufforstung entstandene Waldbestände auf einer ehemaligen Schafweide.